# 라디오코리아

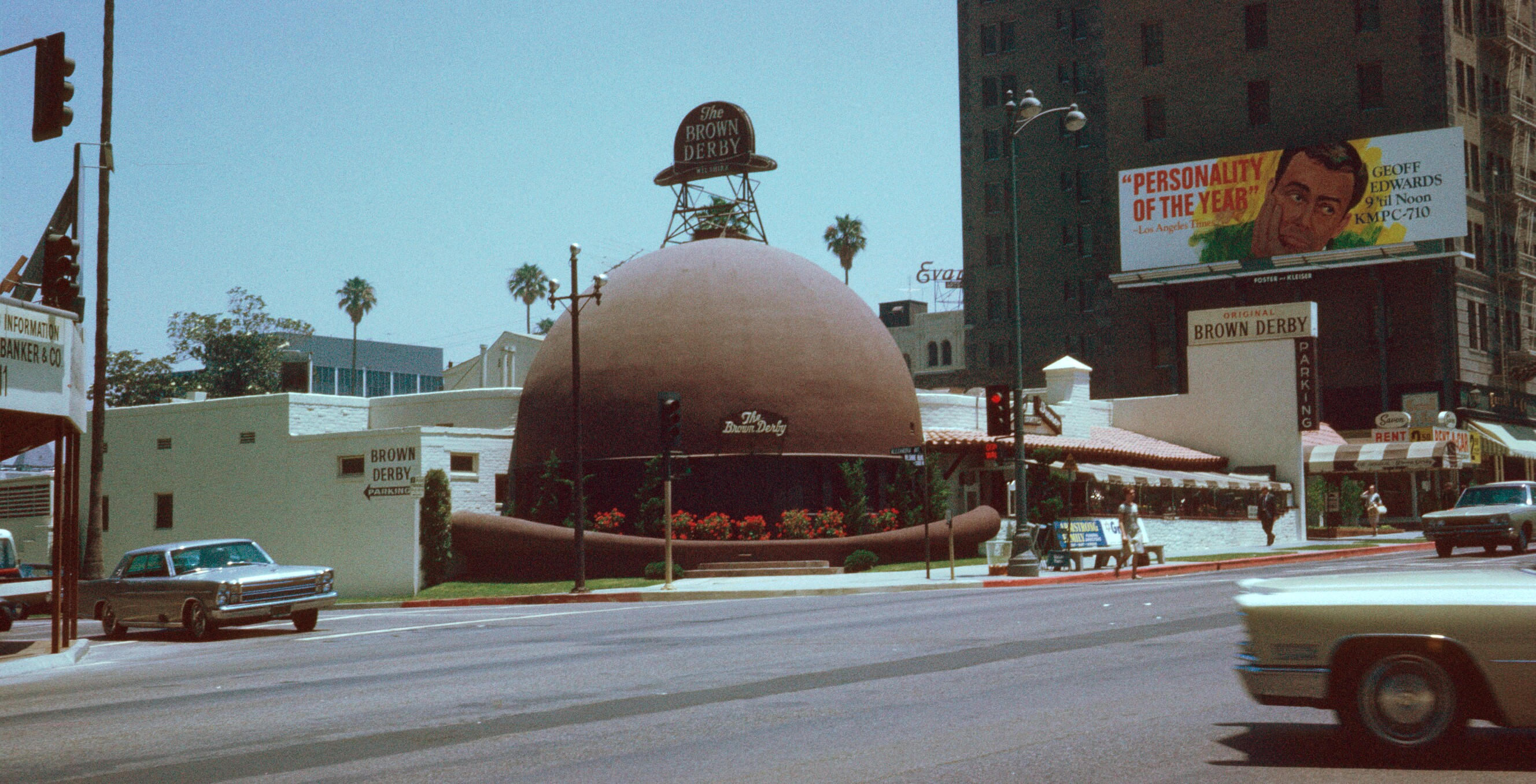

라디오코리아는 미국 캘리포니아주 로스앤젤레스에서 한국어 라디오 프로그램을 방송하는 라디오 방송국이다. 이 방송국은 미국에 있는 가장 큰 대한민국 지역 사회를 위한 뉴스, 정보 및 오락 프로그램을 방송한다. 호출부호를 따서 KMPC라고도 불린다. 주파수는 1540 kHz이다. 가수 이장희가 미국으로 건너갔었을 적에 2003년까지 이 방송국의 사장을 맡았다. 라디오코리아는 미국 내의 12개의 지역 한인 방송과 네트워크 관계를 맺고 있다.
로스앤젤레스의 다른 한인 방송국은 KYPA와 KFOX, KGBN이다.

## 역사
라디오코리아는 1989년에 AM 1300 kHz에 호출부호 KAZN으로 방송을 시작하였다. 다음 해인 1990년 9월에 LA 다저스의 경기를 처음으로 한국어로 중계하였다.
1992년 4월 LA 폭동이 일어났을 때 정규방송을 모두 중단하고 폭동 특별 생방송을 실시하여 한인 사회의 구심점 역할을 수행하였다. 그 공로로 그 해 5월에 조지 H. W. 부시 대통령으로부터 "American Story Award"를 수상 받았다. 1996년 3월에는 해외 한인 방송 최초로 24시간 자체제작 방송을 시작하였다.
중국계 주파수 운영권자로부터 임대하여 방송해왔으나, 전파 사용료에 협상되지 못하여 재계약에 실패, 2003년 12월 31일 방송이 잠시 중단되었다. 이후 이장희 사장이 물러가고 포항MBC 프로듀서 출신인 손태수 사장 영입후 주파수 운영권자와 새로 재계약 하면서 2004년 1월 9일에 시험방송, 1월 22일에 방송을 재개하였다.
2007년 5월에는 주파수를 현재의 1540 kHz로 옮기고 호출부호 KMPC, 출력 50kW로 방송하게 되었다.

## 웹사이트
라디오 코리아의 웹사이트는 www.radiokorea.com 으로, 로스앤젤레스 대도시권 위주로 매매장터와 부동산 임대, 구직 등이 매우 활발히 이루어지고 있기도 하다. 웹사이트에 있는 코너 중 "게임"은 미국 내에서만 접속이 가능하다.

## 주파수 정보
- 콜사인 : KMPC
- 주파수 : 1540 kHz
- 출력 : 50kW (주간) / 37kW (야간)[2]